# Ruský spánkový experiment
Ruský spánkový experiment (v originále The Russian Sleep Experiment) je creepypasta (tzn. fiktivní hororový příběh), která vypráví o zvráceném testování pěti vybraných mužů. Cílem tohoto údajného experimentu je udělat z obyčejného člověka tvora, který nebude muset dny či týdny spát. Příběh vychází z příspěvku neznámého uživatele pod přezdívkou OrangeSoda, který zveřejnil 10. srpna 2010 na stránkách dnes známých jako Creepypasta Wiki.

## Příběh
Příběh se měl odehrát ve 40. letech 20. století někde v SSSR. Sovětské vedení chtělo vytvořit nové vojáky, kteří by nebyli na válečných frontách příliš vyčerpaní a nemuseli by chodit spát. Tím by ušetřili drahocenné hodiny válečného času a vojáci by mohli neustále bojovat. Proto bylo vybráno 5 mužů ze sibiřského gulagu a bylo jim slíbeno, že pokud budou absolvovat 30 dní spánkového experimentu a přežijí ho, tak jim bude zaručena svoboda. Muži souhlasili a byli podrobeni spánkovému experimentu. 
Byla vytvořena speciální komora, kde měly tzv. subjekty své postele, knihovnu s několika výtisky, umyvadlo pro každodenní hygienu a sušené potraviny, aby jim vydržely na oněch 30 dní. Celá komora měla audiovizuální odposlech a ve stěnách byla okna, průhledná jen ze strany vědců. Do komory byl vpouštěn tzv. Nikolajevův plyn, jehož složení je neznámé a ten měl zaručit člověku nespavost. 
Prvních pět dní experimentu bylo relativně v klidu, kdy si muži vyprávěli o svých osudech během války a o svých životech. Od šestého dne se z neznámého důvodu přestali bavit, každý si maximálně něco šeptal sám pro sebe a začaly se objevovat i první náznaky dezorientace a halucinací. Vědci také začali zaznamenávat neuvědomělé povídání do mikrofonů a donášení na ostatní subjekty. 
Devátý den začal jeden z mužů bezdůvodně ječet a řev trval 3 hodiny. Později se přidali i další dva a bylo zajímavé, že ostatní subjekty na řev vůbec nereagovaly. Dva nekřičící muži vzali z polic knihy, dali na ně své výkaly a nalepili na okna stránky s výkaly, čímž znemožnili vizuální kontakt s vědeckými pracovníky. Zůstal sice odposlech, ale nic z něho kromě občasného šepotu nebylo slyšet.
V dalších dnech zůstávala situace klidná, všech pět zajatců bylo naživu, ale spotřeba kyslíku odpovídala namáhavé fyzické činnosti. Čtrnáctý den se vědci rozhodli, že otevřou komoru a vyprovokují tím subjekty k nějaké aktivitě. Proto mikrofonem oznámili, že budou otevírat komoru a ať si stoupnou do pozoru a varovali, že jakýkoliv podezřelý pohyb bude znamenat střelbu. Jediná odpověď, kterou po chvilce obdrželi, byla: „My už nechceme být svobodní.“
Patnáctý den vědci zastavili přívod Nikolajevova plynu, vpustili kyslík a když vojáci komoru otevřeli, ucítili mohutný zápach plísně a hnijícího masa. Jídlo bylo od pátého dne nedotčené a jeden subjekt byl již mrtev. Ostatní subjekty měly poškozené svaly a některým bylo vidět i do hrudního koše. Subjekty odmítly opustit komoru na výzvu vojáků, vrhly se na vojáky, z nichž jednoho ihned usmrtily a druhého zranily. Ukázalo se, že mají velkou odolnost vůči drogám a sedativům a dokážou vynaložit velkou fyzickou sílu. Jeden subjekt ve velmi špatném zdravotním stavu byl převezen na operační sál, kde na místě zemřel. 
Poslední tři přeživší se mohli vrátit na velitelův rozkaz do komory, ale jeden ze subjektů usnul, další byl němý a třetí, místo aby mluvil, začal ječet, aby byl zavřen do komory s přívodem Nikolajevova plynu. Velitel nařídil, aby byly se subjekty uzavřeni 3 vědci. Jeden z nich však vytáhl pistoli, zastřelil velitele, poté němého zajatce a jeden vědec utekl. Vědec se poté posadil k poslednímu subjektu a vysvětlil mu, proč ho nenazývá člověkem, ale příšerou. Subjekt označil sebe i ostatní zajatce za zlo přítomné v lidské mysli, které je udržováno spánkem, ale bez spánku se všichni stanou pravými monstry. Vědec po rozhovoru střelil subjekt do srdce a ten zamumlal svá poslední slova: „Takže ... skoro ... zadarmo“.

## Kontroverze a adaptace
Creepypasta byla mnohými kritizována za její nereálnost (např. moderní věda nezná plyn, který by zamezoval spánku či že by vědci nenechali subjekty několik dní bez vizuálního kontaktu). Příběh se i přes to stal okamžitě virálním a šířil se lavinově Internetem. Stal se námětem pro několik literárních i filmových adaptací:
- Australský thriller The Subjects (2015) je inspirován touto creepypastou.
- Americký krátkometrážní film The Russian Sleep Experiment (2015) byl pokus o zfilmování tohoto příběhu.
- Americký hororový film The Soviet Sleep Experiment (2019) byl také filmovou adaptací příběhu.